# Esmeraldas (Brasil)
Esmeraldas es una ciudad brasileña en el estado de Minas Gerais.
Es parte del Área Metropolitana de Belo Horizonte, en 2004 su población se estimaba en 58.784 hab. Su población, según estimaciones del Instituto Brasileño de Geografía y Estadística (IBGE), era de 66.237 habitantes en 2014.

## Historia
Esmeraldas, antiguo distrito creado con el nombre de Santa Quitéria en 1832/1891 y subordinado al municipio de Sabará, se convirtió en ciudad por la ley estatal n.º 319 del 16 de septiembre de 1901 y recibió el estatuto de ciudad en 1925. Desde 1943 recibió su actual denominación.

## Subdivisión

### Distritos
- Melo Viana
- Andiroba